# Кэрнпаппл-Хилл

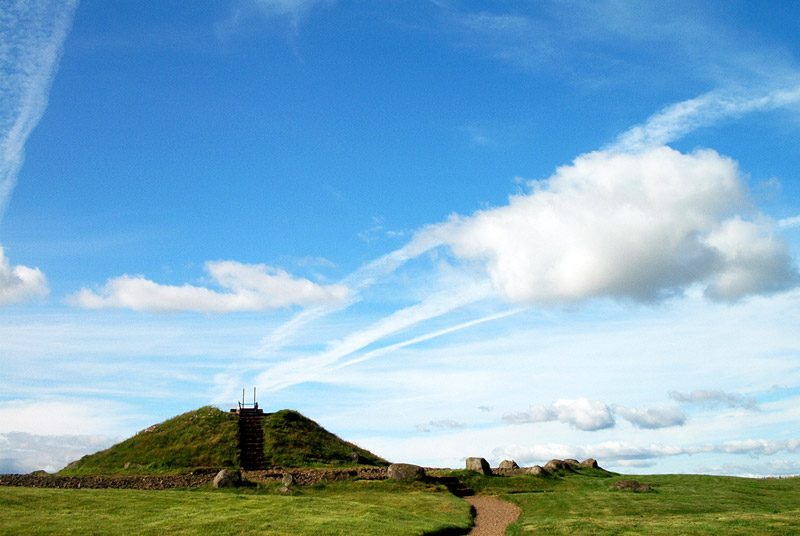
Погребальный курган на Кэрнпэппл-Хилл

Кэрнпаппл-Хилл, Cairnpapple Hill — холм, занимающий доминирующее положение в центральной низине Шотландии между двумя побережьями. Холм многократно использовался в различные эпохи и различными культурами, в общей сложности на протяжении около 4 тысячелетий, в качестве ритуального, и по значимости был сопоставимым с мегалитами Стеннеса. Вершина холма находится на высоте 312 м над уровнем моря, примерно в 3 км к северу от Батгейта. В XIX веке холм полностью зарос деревьями, однако в ходе раскопок 1947—1948 гг, которые провёл Стюарт Пигготт, здесь были открыты несколько ритуальных монументов различных доисторических периодов. В 1998 г., однако, археолог Гордон Барклей высказал предположение, что все памятники относились к историческому периоду Шотландии.

## Неолит
Неолитические ритуалы стали проводиться здесь примерно с 3500 г. до н. э. — археологами обнаружены на холме остатки небольших очагов и предметы роскоши — предположительно вотивные приношения, в том числе изящная керамика и обухи каменных топоров, импортированные из Камбрии и Уэльса.
Около 2500 г. до н. э. здесь сооружаются крупные хенджи. Навершие холма окружает насыпь по наружной стороне рва шириной около 3,5 метра с просторными проходами на севере и юге. Внутри рва располагалась яйцевидная композиция из 24 не сохранившихся вертикальных предметов (либо менгиров, либо деревянных столбов), внутри которой располагалась ещё одна, меньшая композиция.

## Бронзовый век
Некоторое время спустя, уже в бронзовом веке, внутри монумента были дополнительно возведены небольшой камень и глиняный каирн, к востоку от которого располагался менгир высотой 2 метра и композиция из камней меньшего размера. Под каирной обнаружены деревянные предметы (вероятно, маска и посох) и керамика в стиле колоколовидных кубков, что указывает на датировку около 2000 г. до н. э.
Позднее поверх данного каирна был возведён другой, более крупный, около 15 метров в поперечнике и высотой в несколько метров, с бордюром из массивных каменных валунов, внутри которых находились погребальные ящики периода бронзового века, в одном из которых был обнаружен сосуд для пищи. Позднее были нанесены дополнительные камни с тем, чтобы довести размер каирна до 30 метров в диаметре. Наконец, уже в железном веке в каирне было совершено 4 ранехристианских погребения.

## Настоящее время

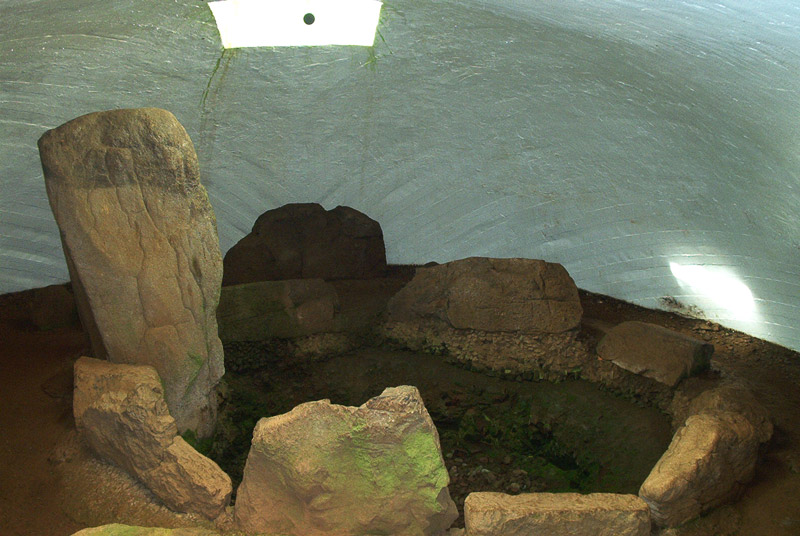
Экспозиция под современным бетонным куполом

Памятник открыт для посещения ежегодно с апреля по сентябрь, здесь имеется небольшой центр для посетителей. В ходе раскопок 1940 г. для частичной защиты памятника был возведён бетонный купол, воспроизводящий по форме второй каирн, однако значительно превышающий его по размеру, что иногда создаёт у туристов ложное впечатление о внешнем виде древнего памятника.